# Rasquera
Rasquera és un municipi de la comarca de la Ribera d'Ebre.

## Demografia
| 1497 f | 1515 f | 1553 f | 1717 | 1787 | 1857 | 1877  | 1887  | 1900  | 1910  |
| ------ | ------ | ------ | ---- | ---- | ---- | ----- | ----- | ----- | ----- |
| 14     | 15     | 15     | 150  | -    | 829  | 1.092 | 1.219 | 1.305 | 1.542 |

| 1920  | 1930  | 1940  | 1950  | 1960  | 1970  | 1981 | 1990 | 1992 | 1994 |
| ----- | ----- | ----- | ----- | ----- | ----- | ---- | ---- | ---- | ---- |
| 1.455 | 1.477 | 1.426 | 1.447 | 1.228 | 1.021 | 892  | 896  | 891  | 891  |

| 1996 | 1998 | 2000 | 2002 | 2004 | 2006 | 2008 | 2010 | 2012 | 2014 |
| ---- | ---- | ---- | ---- | ---- | ---- | ---- | ---- | ---- | ---- |
| 865  | 805  | 792  | 750  | 842  | 934  | 952  | 966  | 933  | 858  |

| 2016 | 2018 | 2020 | 2022 | 2024 | 2026 | 2028 | 2030 | 2032 | 2034 |
| ---- | ---- | ---- | ---- | ---- | ---- | ---- | ---- | ---- | ---- |
| 819  | 787  | 783  | 822  | 792  | -    | -    | -    | -    | -    |

## Geografia
- Llista de topònims de Rasquera (Orografia: muntanyes, serres, collades, indrets..; hidrografia: rius, fonts...; edificis: cases, masies, esglésies, etc).

Rasquera és un poble de la Ribera d'Ebre, situat al sud de la comarca, al peu de la serra de Cardó. Dista del mar uns 30 km i encara que la major part del terme és de secà, el riu Ebre es troba a només 4 km.

## Clima
El clima és mediterrani. La mitjana de pluges és d'uns 525 l/m² anual, d'irregular distribució, la major part de les quals es produeixen a primavera i tardor. També són característics hiverns suaus i estius molt calorosos.

## Economia
L'agricultura és la principal activitat de la població. Es conreen principalment la vinya, i l'olivera, encara que en els darrers anys, gràcies als projectes de regadiu s'han incorporat altres varietats d'arbres fruiters. La ramaderia és una altra activitat a destacar, on la cabra blanca de Rasquera, espècie autòctona, té una gran importància. Cada primer diumenge de maig se celebra la fira del bestiar.

## Prehistòria
Les manifestacions més antigues de la presència humana a Rasquera corresponen a una estació amb pintures rupestres prehistòriques dels últims caçadors-recol·lectors epipaleolítics (10.000 a 6.500 anys abans del present), l'anomenat Art llevantí; una expressió pictòrica figurativa absolutament excepcional que té com a gran aportació, entre d'altres, el disseny de la figura humana, tant masculina com femenina. La balma pintada de Rasquera fou descoberta per Katja i Manfred Bader dintre de la Campanya de Prospeccions per a la Recerca d'Art Prehistòric dirigida per Anna Alonso i Alexandre Grimal, el 1999. Si bé la visita a l'única imatge conservada, una esplèndida cabreta femella –espècie amb un valor totèmic molt especial per aquells grups humans–, no és recomanable, donada la seva dificultat, el grup cultural de la població va assumir el compromís de donar-la a conèixer mitjançant una obra que explica àmpliament aquest jaciment i la seva relació amb les altres estacions de l'Art Llevantí peninsular que conserven iconografia similar. Estacions amb el mateix art prehistòric es troben al Cogul, l'Albi, Os de Balaguer, la Llacuna (Barcelona), Montblanc, Vandellòs, el Perelló i Ulldecona (Tarragona). L'abric de la Caparrella, com així es coneix en la bibliografia científica, està declarat des de 1998 Patrimoni Mundial per la UNESCO al formar part de l'Art Prehistòric de l'Arc Mediterrani, nom administratiu estrictament convencional. Aquest és el guardó màxim que es pot concedir a una obra de l'intel·lecte humà com és l'Art Llevantí; únic a la Prehistòria europea. (Font: Associació Catalana d'Art Prehistòric).

## Història
A Rasquera es van trobar restes ibèriques a la serra de Cardó, el que indica que la zona ja era poblada abans dels romans, però no es troba cap document que parli de Rasquera fins a l'any 1153, quan el comte Ramon Berenguer IV va donar la vila de Rasquera als templers, que tenien per seu el castell de Miravet.
L'any 1206, els templers van donar Rasquera als cavallers Joan Ferriol i Vidal, Guillem de Tortosa i Durando de Pomar, però l'Orde dels templers es dissol l'any 1307, amb el que Rasquera dependrà dels Hospitalers de Jerusalem, sota el domini de la batllia de Miravet i la castellania d'Amposta.
Posteriorment, a Rasquera es van escriure les Ordinacions del 1573, lleis que van regir la població, i on es poden endevinar diversos trets que caracteritzaven la vila, com l'existència de molta població disseminada en masos, la importància de la ramaderia i la manca d'aigua al terme i la tenacitat per emmagatzemar-la en basses i cisternes.
En els segles xvi i xvii Rasquera pren forma urbanísticament: el centre, amb carrers estrets i amb pendent, i els successius eixamplaments amb carrers cada cop més amples. Les cases es caracteritzaven pel color daurat-rogenc i les anomenades golfes, típics finestrals a la planta més alta de les cases, que es feien servir per assecar-hi figues.
Al segle xix, amb la desamortització de béns eclesiàstics del 1835 i la fi de la dependència de la batllia de Miravet i l'Orde de Malta, Rasquera es constitueix com a municipi, i quedà organitzada cap a la situació actual, pertanyent a la comarca de la Ribera d'Ebre, partit judicial de Gandesa i província de Tarragona.
Al segle xx, cal destacar l'episodi de la Guerra Civil. A la batalla de l'Ebre, a Rasquera hi havia un observatori a la serra de Cardó, al coll de Pins, també anomenat observatori del general Enrique Líster. El balneari de Cardó, a 9 km de Rasquera, es va fer servir com a hospital per l'exèrcit republicà.

## Política
| Període     | Alcalde o alcaldessa                                  | Partit polític          | Data de possessió     | Observacions |
| ----------- | ----------------------------------------------------- | ----------------------- | --------------------- | ------------ |
| 1979–1983   | Francesc Moreso i Benaiges                            | Independent             | 19/04/1979            | --           |
| 1983–1987   | Francesc Moreso i Benaiges                            | Independent             | 28/05/1983            | --           |
| 1987–1991   | Domènec Sabaté i Bladé                                | ERC                     | 30/06/1987            | --           |
| 1991–1995   | Domènec Sabaté i Bladé                                | ERC                     | 15/06/1991            | --           |
| 1995–1999   | Jesús Benaiges i Borràs                               | CiU                     | 17/06/1995            | --           |
| 1999–2003   | Lucrècia Bladé i Chorto                               | CiU                     | 03/07/1999            | --           |
| 2003–2007   | Bernat Pellisa i Sabaté                               | ERC                     | 14/06/2003            | --           |
| 2007–2011   | Bernat Pellisa i Sabaté                               | ERC                     | 16/06/2007            | --           |
| 2011–2015   | Bernat Pellisa i Sabaté Dolors Subirats i Espuny      | ERC                     | 11/06/2011 13/06/2013 | --           |
| 2015–2019   | Àngels Llombart i Ferreres Josep González i Gil       | PDeCAT SI               | 13/06/2015 08/07/2017 | --           |
| 2019-2023   | Josep Manel Ramos i Múrria Àngels Llombart i Ferreres | ERC Junts per Catalunya | 15/06/2019            | --           |
| Des de 2023 | Àngels Llombart i Ferreres                            | Junts per Catalunya     | 17/06/2023            | --           |

## Llocs d'interès

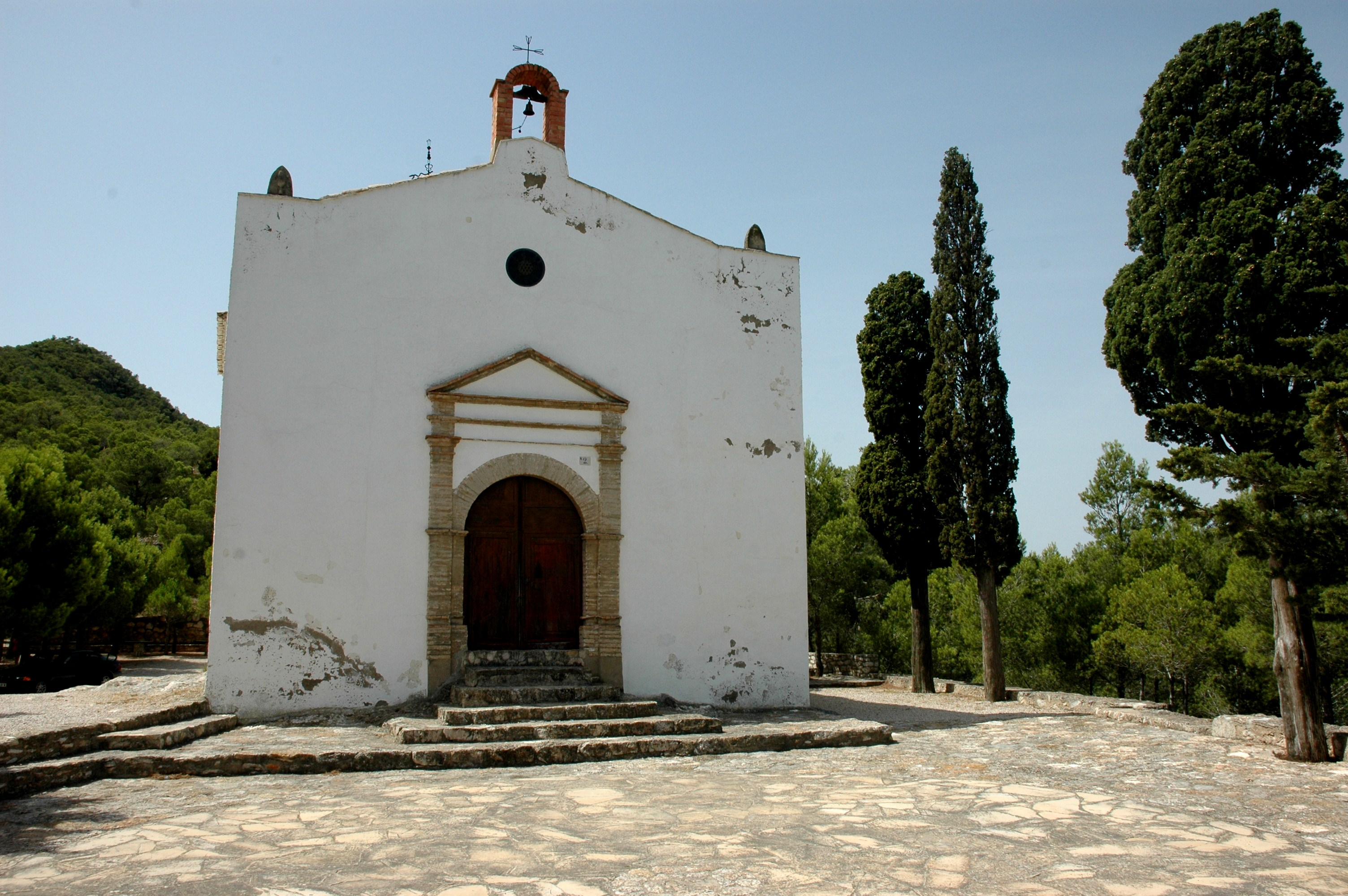
Ermita de Sant Domingo

- Perxe de ca Blai o escaletes de ca Blai
- La Presó
- El Castell
- Vila Closa
- L'Església, acabada el 1772.Església de Rasquera.

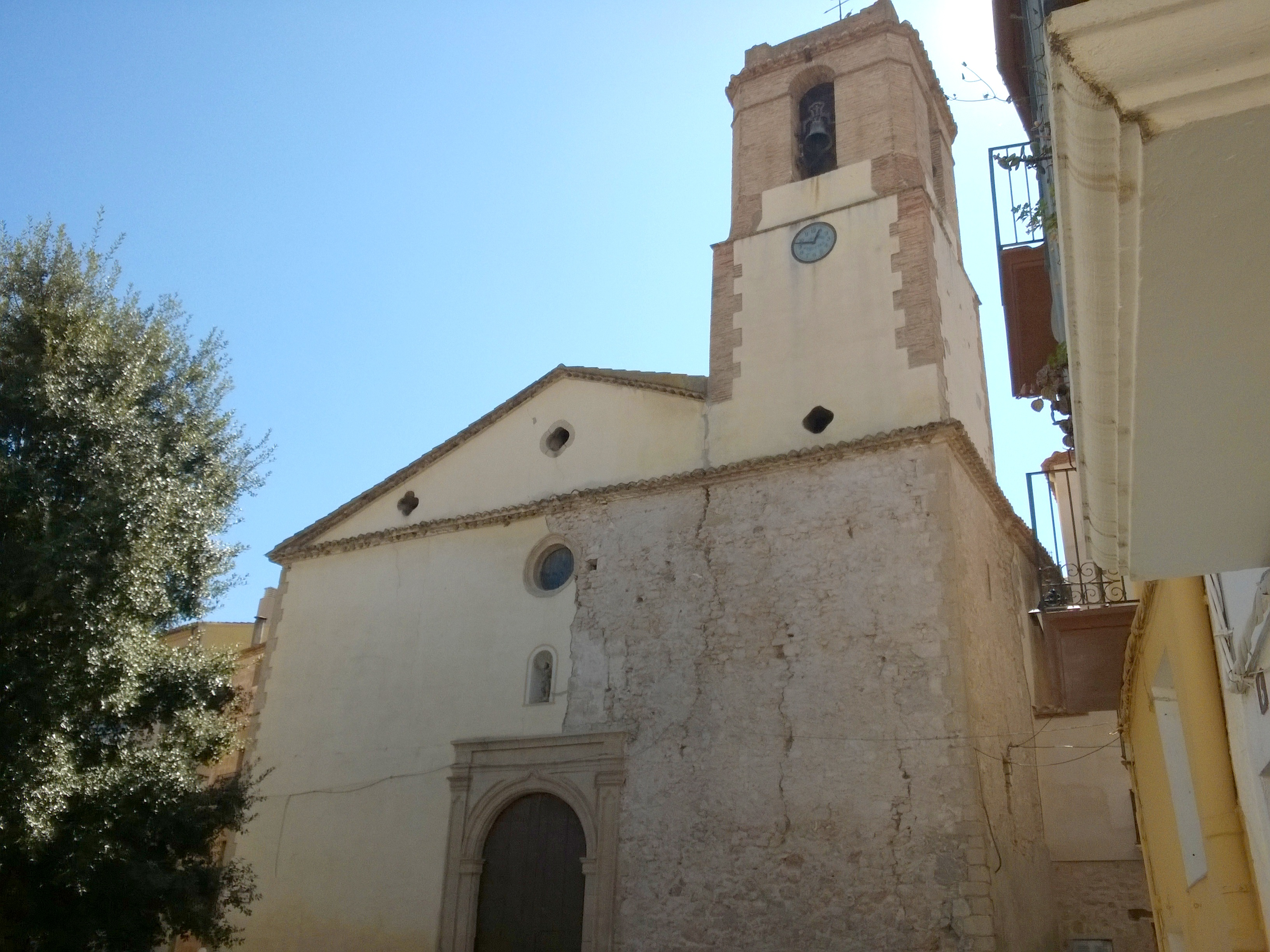
Església de Rasquera.

- Perxe de la Presó o carrer del Pou
- Ermita de Sant Domingo

## Cultura

### Cultura popular
A Rasquera se celebra el correfocs més antic de la Ribera d'Ebre, a la Festa Major de Sant Domènec, el 4 d'agost. "Lo Fardatxo" és la icona de la colla de diables que dirigeix el Grup Cultural Rasquerà. El mateix grup va crear la colla gegantera. Rasquera ha estat també un dels primers pobles en la recuperació de les bitlles catalanes, a finals dels anys setanta. Més recent és la creació d'una banda de música.

### Artesania
L'artesania de pauma és l'activitat més destacada. Amb les fulles de la palma de margalló, es fan trenes que, un cop assecades al sol, són la matèria primera per llatar: és a dir entrelligar i cosir per fer cistells, cabassos, i d'altres utensilis.

### Gastronomia
A Rasquera són molt coneguts els pastissets de Rasquera, encara que es fan altres especialitats com els "corassons", "mantecados", cóc ràpid, panadons o les capsetes. També és excel·lent la carn de xai, i cal fer esmena al brossat, que és un formatge fresc, fet amb llet de cabra, molt similar al mató.